# Proctacanthus basifascia
Proctacanthus basifascia là một loài ruồi trong họ Asilidae. Proctacanthus basifascia được Walker miêu tả năm 1855. Loài này phân bố ở vùng Tân nhiệt đới.